# Eclissi solare del 12 novembre 1966
L'eclissi solare del 12 novembre 1966 è un evento astronomico che ha avuto luogo il suddetto giorno attorno alle ore 14.23 UTC.
L'eclissi, di tipo totale, è stata visibile in alcune parti del Centro America, del Sud America (Argentina, Bolivia, Brasile, Cile, Perù e Uruguay) e dell'Africa.
La durata della fase massima dell'eclissi è stata di un minuto e 57 secondi e l'ombra lunare sulla superficie terrestre ha raggiunto una larghezza di 84 km; Il punto di massima totalità è avvenuto in mare lontano da qualsiasi terra emersa.
L'eclissi del 12 novembre 1966 divenne la seconda eclissi solare nel 1966 e la 153ª nel XX secolo. La precedente eclissi solare ha avuto luogo il 20 maggio 1966, la seguente il 9 maggio 1967.

## Percorso e visibilità
L'evento è iniziato all'alba locale sulla superficie dell'Oceano Pacifico orientale, a circa 1.000 chilometri a sud-est dell'isola di Clipperton. Successivamente, l'ombra della luna si è spostata a sud-est, ha raggiunto il Perù, ha attraversato il Sud America ed è entrata nell'Oceano Atlantico dall'estremità meridionale della costa brasiliana. La massima eclissi è stata raggiunta al largo dello stato brasiliano di Rio Grande do Sul, a est dell'oceano a circa 490 km in acque oceaniche. Successivamente, l'umbra si è gradualmente spostata verso est e poi verso nord-est, entrando nell'Oceano Indiano meridionale passando dal Sud Africa e infine si è conclusa al tramonto a circa 910 chilometri a nord-est delle Isole del Principe Edoardo.

## Osservazioni

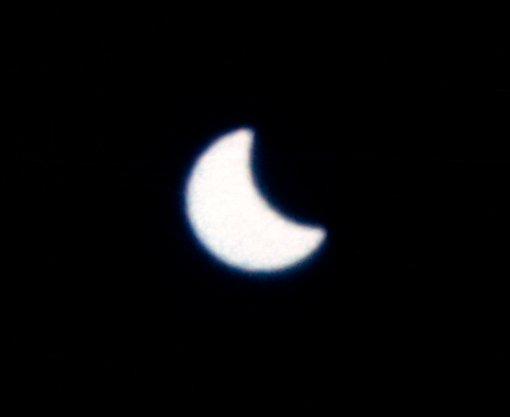
L'eclissi vista dalla navicella Gemini 12

Circa 300 scienziati di vari paesi si sono recati in Sud America per osservare l'eclissi solare totale. Alcuni di essi hanno preso un aereo per viaggiare a est seguendo l'ombra della luna fino all'Oceano Atlantico, e alcuni hanno lanciato razzi sonori per registrare i cambiamenti di vento e temperatura ed eseguire osservazioni a raggi X. Gli astronauti Jim Lovell e Buzz Aldrin, membri della missione americana Gemini 12, hanno anche filmato l'eclissi nello spazio. Sebbene il tempo di lancio sia stato ritardato di 2 giorni rispetto al piano originale, le riprese sono state completate con successo dopo aver modificato il piano di volo.

## Eclissi correlate

### Eclissi solari 1964 - 1967
Questa eclissi è un membro di una serie semestrale. Un'eclissi in una serie semestrale di eclissi solari si ripete approssimativamente ogni 177 giorni e 4 ore (un semestre) in nodi alternati dell'orbita della Luna.

### Ciclo di Saros 142
L'evento fa parte del ciclo di Saros 142, che si ripete ogni 18 anni, 11 giorni, contenente 72 eventi. La serie è iniziata con un'eclissi solare parziale il 17 aprile 1624. Comprende un'eclissi ibrida il 14 luglio 1768 ed eclissi totali dal 25 luglio 1786 al 29 ottobre 2543. La serie termina al membro 72 con un'eclissi parziale il 5 giugno 2904. La durata più lunga della totalità sarà di 6 minuti e 34 secondi il 28 maggio 2291. Tutte le eclissi di questa serie si verificano nel nodo discendente della Luna.